# Teste da raiz
O teste da raiz, critério da raiz ou teste de Cauchy é um teorema que permite estabelacer a convergência de uma série numérica. Muitas vezes, ele é também aplicado para estudar a convergência de uma série de funções e permite estabelecer o raio de convergência de uma série de Taylor

## Enunciado
Seja {\displaystyle \sum _{n=1}^{\infty }a_{n}} uma série numérica e a constante {\displaystyle k} definida pelo limite:
- {\displaystyle k=\lim _{n\to \infty }{\sqrt[{n}]{|a_{n}|}}}

Então:
- Se {\displaystyle k<1}, a série converge absolutamente
- Se {\displaystyle k>1} ou {\displaystyle k=1^{+}}, a série não converge
- Se {\displaystyle k=1^{-}}, nada se pode concluir

No caso de o limite não existir, este teste ainda é válido, substituindo a definição de {\displaystyle k} por:
- {\displaystyle k=\limsup _{n\to \infty }{\sqrt[{n}]{|a_{n}|}}}

## Exemplo
Considere a série dada por:
- {\displaystyle \sum _{n=1}^{\infty }{\frac {n^{2}}{2^{n}}}}

{\displaystyle k=\lim _{n\to \infty }{\sqrt[{n}]{\frac {n^{2}}{2^{n}}}}={\frac {1}{2}}\lim _{n\to \infty }{\sqrt[{n}]{n^{2}}}={\frac {1}{2}}<1}
Portanto a série converge.

## Exemplo 2
Considere a série dada por:
- {\displaystyle \sum _{n=0}^{\infty }2^{n(-1)^{n}}}

{\displaystyle k=\lim _{n\to \infty }{\sqrt[{n}]{|2^{n(-1)^{n}}|}}=\lim _{n\to \infty }{\sqrt[{n}]{|(2^{(-1)^{n}})^{n}|}}=\lim _{n\to \infty }{\sqrt[{n}]{|2^{(-1)^{n}}|^{n}}}=}
{\displaystyle =\lim _{n\to \infty }{|2^{(-1)^{n}}|}=\lim _{n\to \infty }b_{n}}, em que:
{\displaystyle b_{n}={\begin{cases}2,&{\mbox{se n par}}\\{\frac {1}{2}},&{\mbox{se n ímpar }}\end{cases}}}
Então {\displaystyle b_{n}} não tem limite, ou seja, {\displaystyle \lim _{n\to \infty }b_{n}} não existe.
Neste caso então, como o limite não existe, aplicaremos
{\displaystyle k=\limsup _{n\to \infty }{\sqrt[{n}]{|a_{n}|}}=\limsup _{n\to \infty }(b_{n})=2>1}
Como {\displaystyle 2>1} a série é divergente.

## Demonstração para k<1
Seja:
{\displaystyle k=\limsup _{n\to \infty }{\sqrt[{n}]{|a_{n}|}}}
Escolha {\displaystyle \varepsilon ={\frac {1-k}{2}}}
Como {\displaystyle k<1}, {\displaystyle \varepsilon >0} e, portanto, existe um {\displaystyle N>0} tal que:
{\displaystyle {\sqrt[{n}]{|a_{n}|}}<k+\varepsilon ,~~n>N}
De forma que:
{\displaystyle {\sqrt[{n}]{|a_{n}|}}<k+\varepsilon <k+{\frac {1-k}{2}}=1+{\frac {k-1}{2}}=1-\varepsilon <1}
Assim, {\displaystyle |a_{n}|<(1-\varepsilon )^{n},n>N} e o teste da comparação nos permite concluir que a série converge, comparando-a com a série geométrica de razão {\displaystyle q=1-\varepsilon <1}

## Demonstração para k>1
Se {\displaystyle k=\limsup _{n\to \infty }{\sqrt[{n}]{|a_{n}|}}>1}, então existe u > 1 e uma subseqüência {\displaystyle \{a_{n_{j}}\}_{j=1}^{\infty }} tal que:
{\displaystyle {\sqrt[{n_{j}}]{|a_{n_{j}}|}}\geq u,~~\forall j=1,2,3,\ldots }
E imediatamente:
{\displaystyle |a_{n_{j}}|\geq u^{n_{j}},~~\forall j=1,2,3,\ldots }
E portanto,
{\displaystyle \limsup _{n\to \infty }|a_{n}|=\infty }
Pelo teste da divergência, a série não pode convergir.